# Shinichi Fujita
Shinichi Fujita (født 10. april 1973) er en tidligere japansk fodboldspiller.
Han har spillet for flere forskellige klubber i sin karriere, herunder Albirex Niigata og Ventforet Kofu.